# Лейб-компанский гербовник

Герб лейб-компанца Муравьёва

Лейб-кампанский гербо́вник — гербовник (книга, сборник), содержащая в себе описание и изображение гербов дворянских родов обер- и унтер-офицеров и рядовых Лейб-компании, составленный С. Н. Тройницким, содержит описания и чёрно-белые изображения 220 гербов.

## История
В Геральдической конторе, под руководством товарища герольдмейстера Василия Евдокимовича Адодурова, буквально сразу же после указа, в начале 1742 года, была начата работа по изготовлению лейб-компанских гербов.
Резолюцией Сената штат художников был пополнен живописцами, число которых потребовалось увеличить в дальнейшем до тридцати человек.
Именно эта категория гербов, потребность их единообразия, стилистической общности, во многом предопределила развитие русской геральдики в целом, — сам принцип унификации гербов.
В общем проекте лейб-компанского герба значится: в чёрном поле золотое стропило (шеврон) с изображением трёх зажённых гранат, над стропилом две серебряные пятиугольные звезды, под стропилом одна такая же звезда. Эта эмблема в большей части гербов занимает правую половину щита, в очень немногих (гр. Воронцовых и Шуваловых) — вершину, а у графа А. Разумовского был закомпонован с другими аугментациями. Щит увенчан дворянским шлемом, которого забрало обращено вправо, на шлем наложена лейб-компанская гренадерская шапка с страусовыми на ней перьями красным и белым; по сторонам шапки видно два орлиных черных крыла и на каждом из них по три серебряных звезды. Общий девиз лейб-компанских-гербов: «за верность и ревность».
Гербовед А. Б. Лакиер указывает только 55 лейб-компанских гербов, вошедших в издание Общего гербовника (1797):
Андреевы (III, 121); Андреевские (III, 137); Балашовы (II, 136); Барсуковы (VI, 156); Булатовы (III, 135);
Бурцовы (III, 100);
Волковы (III, 120; VI, 70); Вороновы (III, 134);
Гавриловы (I, 98); Горюновы (I, 96); Григорьевы (III, 122); Дехтяревы (I, 94); Екимовы (III, 138); Жердины (III, 119);
Журавлевы (I, 90); Заворуевы (III, 140);
Зотовы (I, 92);
Зыкины (III, 139);
Игнатьевы (I, 89); Картавцовы (VIII, 55);
Карташёвы (I, 99); Козловы (II, 137);
Кузнецовы (III, 124);
Лаптевы (III, 123);
Ласунские (VIII, 29);
Лукины (VIII, 117);
Лучковы (III, 133);
Ляховы (VIII, 141);
Мартьяновы (VII, 17); Маскины (III, 130);
Мастеровы (III, 128); Михайловы (II, 140);
Муравьёвы (II, 138); Нечаевы (III, 141); Охлестышевы (III, 116); Подрезовы (III, 126); Рахманиновы (IV, 134); Русеновы (II, 139);
Рябиковы (I, 97);
Савины (III, 115);
Симоновы (I, 95); Сурины (I, 93);
Трусовы (III, 118);
Увакины (III, 129);
Улучкины (I, 91);
Ухтомские (III, 127);
Храповицкие (II, 127); Черносвитовы (VIII, 70); Шалимовы (III, 117);
Шамины (III, 131);
Шераповы (III,132);
Шуриновы (III, 136). Между тем, по разным источникам число изготовленных гербов колеблется от 200 до 260; подтверждает существования значительно большего числа гербов несколько поздних публикаций, например, недавно переизданный справочник В. К. Лукомского и С. Н. Тройницкого или книга Борисова (Ильина) И. В. «Родовые гербы России», в которой воспроизведено несколько десятков гербов лейб-компанцев из дел Московской герольдмейстерской конторы, не вошедших в указанное издание. Аналогичные сведения даёт статья Б. Г. Кипниса и А. И. Сапожникова "Неизвестные дворянские родовые гербы в «Гербовнике», в данной публикации указаны ошибки монографии С. Н. Тройницкого. С. Н. Тройницкий сообщает, что «добрая треть той самой роты впоследствии подверглась исключению из гвардии и ссылке …144 из 364 лейб-компанцев были сосланы без гербов».
По сведениям указанного справочника В. К. Лукомского и С. Н. Тройницкого к 1917 году в архиве Гербового отделения Департамента герольдии хранились документы о 144-х Высочайше утверждённых гербах следующих лейб-компанцев:
19 октября 1745 года: Гур Куломзин, Михаил Осипов; 2 декабря 1745 года: Матвей Ивинский; 7 февраля 1747 года: Иван Блохин, Пётр Языков; 12 декабря 1748 года: Иван Ельчанинов, Василий Киселёв,
Григорий Ножевников, Фёдор Старков, Григорий Съединов, Василий Талеров,
Роман Шапошников,
Степан Шорстов; 25 ноября 1751 года: Анисим Аксёнов, Василий Аксёнов,
Фёдор Андреев,
Степан Анохин,
Василий Антипин, Мирон Артемьев,
Лазарь Афанасьев,
Григорий Бавыкин,
Василий Базанов,
Иван Бастрыгин,
Тихон Безокин,
Кирилл Бизеев,
Василий Бобылев,
Никита Богатырёв,
Иван Богомолов,
Дмитрий Борисов,
Афанасий Бутурлин,
Семён Бушуев,
Кузьма Вайников,
Карп Варлашев,
Потап Воляев,
Тарас Голубин,
Алексей Гребенщиков,
Семён Григорьев,
Анисим Гризлов,
Кирилл Гринцкий,
Леонтий Губарев,
Василий Дмитриев,
Максим Долгий,
Тарас Долгий,
Афанасий Ермолаев,
Василий Жегулин,
Борис Жеманов,
Иван Жихманов,
Фёдор Заболоцкий,
Иван Замятин,
Мартын Захарьев,
Ефим Змеев,
Алексей Иванов,
Иван Иванов 1-й,
Иван Иванов 2-й,
Степан Иванов,
Иван Игренев,
Тимофей Карпов,
Иван Клюев,
Фёдор Князев,
Прохор Кокорюкин,
Евсевий Коргашин,
Василий Коркотин,
Пётр Коробков,
Демьян Коробов,
Архип Короткий,
Стефан Коротнёв,
Матвей Корташев,
Иван Красильников,
Фёдор Кривцов,
Василий Ларионов,
Никифор Ларионов,
Митрофан Лебедев,
Тимофей Лебедев,
Филат Левонов,
Василий Лифанов,
Семён Лямин,
Феодосей Ляхов,
Никита Максин,
Михаил Малыгин,
Демид Масленников,
Даниил Мерцалов,
Осип Митюшкин,
Харитон Михнев,
Фёдор Мокеев,
Фома Мордовин,
Парфён Мухлынин,
Гавриил Наумов,
Тихон Неронов,
Афанасий Никифоров,
Иван Новиков,
Ефим Оболонин,
Дмитрий Овчинников,
Иван Огарёв,
Иван Онучин,
Конон Осипов,
Осип Остряков,
Василий Панов,
Василий Першуткин,
Дмитрий Петров,
Никита Петров,
Сергей Пехтерев,
Степан Поляков,
Сергей Попов,
Филипп Прокофьев,
Михаил Пузанов,
Андрей Романов,
Федот Руднев,
Артемий Русаков,
Степан Рыбаков,
Василий Савенков,
Осип Свешников,
Иван Свиязев,
Иван Сеченый,
Иван Сигаев,
Александр Сидоров,
Степан Смирный,
Алексей Соколов,
Иван Стаговский,
Иван Суботин,
Кирилл Сургучёв,
Иван Сычёв,
Алексей Тарасов,
Иван Терентьев,
Исай Терентьев,
Григорий Травин,
Иван Третьяков,
Иван Уваров,
Николай Фёдоров,
Филат Фёдоров,
Лукьян Филиппов,
Алексей Хабаров,
Филат Хлуденев,
Василий Чернев,
Леонтий Чёрный,
Гавриил Чернышёв,
Тихон Чигарёв,
Данило Чистяков, Василий Чичагов, Василий Шатилов,
Фома Шахов,
Матвей Шепелев,
Фёдор Шиловский,
Иван Ширков,
Иван Щербаков,
Пётр Щербачёв,
Наум Щукин,
Алексей Юдин,
Иван Ярцов; 6 мая 1763 года:
Григорий Бутлеров; 13 августа 1765 года: Михаил Тутуров, отставной сержант — сын бывшего лейб-компанца Якова.